# ヤン・ズヴァルテンダイク
ヤン・ズヴァルテンダイク（Jan Zwartendijk、1896年7月 ロッテルダム - 1976年 アイントホーフェン）は、第二次世界大戦中にユダヤ人のリトアニアからの逃亡を手助けしたオランダの実業家であり外交官。

## 第二次世界大戦での活動
ズヴァルテンダイクはリトアニアにあるオランダ企業フィリップスの工場の監督であった。1940年5月、オランダはナチス・ドイツに占領された（「オランダにおける戦い (1940年)」参照）。
1940年5月29日にズヴァルテンダイクは、駐ラトビア・オランダ大使のL. P. J. デ・デッケルから電話を受けて、リトアニアのカウナスにあるオランダ領事館の名誉領事に指名された。当時の現職の在カウナス領事はナチスに同情する妻を持ち、解任される寸前だった。
ズヴァルテンダイクは、オランダの電気機器メーカーであるフィリップスの現地支社の責任者でもあり、領事館を自分のオフィスに置くことに同意した。フィリップスはユダヤ系の創業者や幹部を持ち、ナチスや共産主義に反対する姿勢を示していた。
1940年6月、リトアニアとラトビア、エストニアはソビエト連邦による軍事侵攻を受けて占領された（「バルト諸国占領を参照）。
ズヴァルテンダイクは、1940年6月15日にソ連軍がカウナスに侵入した後も、領事館を開けていた。彼は、ソ連当局によって逮捕されたオランダ人司祭の身を案じたり、オランダ領東インドへの移住を希望するユダヤ人女性に対応したりした。
キュランソービザの発給は、その女性であるペッシー・レビンが提案したものだった。彼女は、オランダ領西インドの島であるキュラソーは入国ビザが不要であることを知り、そこを経由してアメリカやオーストラリアに移住することができないかと尋ねた。しかし、キュラソーは上陸許可が必要であり、その許可は島の石油精製所を守るためにほとんど出されなかった。
1940年6月19日、彼はオランダ亡命政府から任命された名誉領事となった。
レビンは、キュラソーへの上陸許可が不要であることだけを書いてもらえないかと再度依頼した。この時、オランダ大使館のデ・デッケル大使は彼女のパスポートに「キュラソーへの入国ビザは不要」という文言を書き加えた。これがキュランソービザの始まりだった。
レビンは再びズヴァルテンダイクのもとを訪れて、家族全員分のキュランソービザを発給してもらった。ズヴァルテンダイクは快く応じた。
その後、彼は他の多くのドイツ占領下のポーランドからのユダヤ人難民にも同様のビザを発給し続けた。彼らはそのビザと日本領事館杉原千畝から発給された「命のビザ」通過ビザを持って、シベリア鉄道や船で日本や上海に逃れることができた。
ズヴァルテンダイクは、数日の間に、補佐官の助力を得て、ユダヤ人に対し2456枚を超えるオランダ領西インドにあるキュラソー行きの査証を発給した。
7月16日以降の3週間、ズヴァルテンダイクは2456枚以上のキュラソー行きのデ・ファクト査証を書き上げ、ユダヤ人らはさらにそれを書き写した。助かった多くのユダヤ人は彼を「ミスター・フィリップス・ラジオ」としか知らなかった。ソ連がリトアニアを併合した時、ソ連はフィリップス社の事業所とカウナスの大使館および領事館を1940年8月3日に閉鎖した。ズヴァルテンダイクは占領下のオランダに戻り、アイントホーフェンにあるフィリップス社の本社で退職まで勤め上げた。彼はこの件に関して口を開かなかったという。
ズヴァルテンダイクは1976年に死去した。

## 顕彰・表彰
- 1996年、イスラエルのエルサレムにある孤児院であり職業訓練校でもあるエルサレム少年の町（英語版）はアメリカ合衆国ニューヨークのトリビュート・ディナーの席上でズヴァルテンダイクを顕彰し、人道上の倫理と価値のためにヤン・ズヴァルテンダイク賞を創設すると述べた。この賞は、マニュエル・ケソン大統領およびフィリピンの人々をはじめとして、他のホロコースト期の救済者にも授与された。
- 1997年にはヤド・ヴァシェムがズヴァルテンダイクを「諸国民の中の正義の人」として顕彰した。フィリップス社長のフレデリック・フィリップスも顕彰されている。
- 2012年9月10日、ズヴァルテンダイクは危険を顧みずに命を救ったことでリトアニアにて顕彰された。
- 2023年9月14日、オランダのマルク・ルッテ首相は、キュラソービザを発行したヤン・ズヴァルテンダイクに、人道的行為を讃える勲章「Medal for Acts of Humanity」を授与した。この勲章は、戦闘以外の勇敢な行為に対して授与されるオランダで最も古く、最も重要な勲章とされる。ズヴァルテンダイクは、1940年にリトアニアでオランダの名誉領事として、約2,000枚のキュラソービザをユダヤ人難民に発給し、日本の外交官杉原千畝と協力して、数千人のユダヤ人の命を救った。ルッテ首相は、ズヴァルテンダイクの子供たちにメダルを手渡す際に、「父親がしたことは素晴らしいことだ。彼は自分の命を危険にさらしながら、多くの人々を救った。彼はオランダの英雄であり、私たちは彼に感謝している」と述べた。また、「彼は自分の判断で行動し、正しいことをした。彼は人間としての良心に従った。彼は私たちに勇気と希望を与えてくれる」とも語った[2]。